# Binodal

Un esquema de fase que mostra corbes binodals.

En termodinàmica, binodal, també conegut com la corba de coexistència o corba binodal, denota la condició a quines dues fases diferents poden coexistir. De manera equivalent, és la frontera entre el conjunt de condicions en les quals és termodinamicament favorable per a un sistema tenir algunes de les fases de matèria completament mesclats i el conjunt de condicions en les quals és termodinamicament favorable de separar les fases de la matèria. En general, el binodal és definit per la condició a quin potencial químic de tots els components de la solució és igual en cada fase. L'extrem d'una corba bimodal en temperatura coincideix amb el del spinodal corba i és conegut com a punt crític.

## Sistemes binaris
En binari (dos components) mescles, el binodal pot ser determinat a una temperatura determinada dibuixant una línia tangent a l'energia lliure.